# Camponotus beebei
Camponotus beebei är en myrart som beskrevs av Wheeler 1918. Camponotus beebei ingår i släktet hästmyror, och familjen myror. Inga underarter finns listade.